# Angela Jursitzka
Angela Jursitzka (* 1938 en Česká Lípa) es una periodista y escritora austríaca.
Angela Jursitzka fue expulsada de la Checoslovaquia en 1946 y se trasladó después a Tirol. Con cincuenta años comenzó a escribir.

## Obras
- Gauner Gold und Erdbeereis [Ladrones, oro y helado de fresa]. Novela policial juvenil. Berenkamp Editorial, Schwaz 1994. ISBN 3-85093-034-3
- Das Gähnen der Götter. Tirol vor 2299 Jahren [El bostezo de los dioses. El Tirol hace 2299 años]. Novela. 2003. ISBN 3-85361-092-7
- Alle Kriege wieder. Eine Historie [Todas las Guerras de nuevo. Una Historia]. Editorial Bibliothek der Provinz, Weitra. 2015. ISBN 978-3-99028-466-7